# Puchar Europy Mistrzyń Krajowych siatkarek (1980/1981)
Puchar Europy Mistrzyń Krajowych 1981 – 21. sezon Pucharu Europy Mistrzyń Krajowych rozgrywanego od 1960 roku, organizowanego przez Europejską Konfederację Piłki Siatkowej (CEV) w ramach europejskich pucharów dla żeńskich klubowych zespołów siatkarskich "starego kontynentu".

## Drużyny uczestniczące
- DVC Dokkum
- KFUM Helsingor
- Radnički Belgrad
- Leixoes Matosinhos
- Hapoel Anam
- Rudá Hvězda Praga
- Hermes Oostende
- ÖMV Blau Gelb Wiedeń
- Kelly Girl
- KFUM Oslo
- CPAR Cornelia
- Slávia Bratysława
- SC Uni Bazylea
- Karluhan Velkot
- Urałoczka Swierdłowsk
- Eczacıbaşı Stambuł
- Lewski-Spartak Sofia
- USC Münster
- SC Traktor Schwerin
- Nim-Se Budapeszt
- Dinamo Tirana
- Alidea Catania
- Płomień Milowice
- ASU Lyon

## Rozgrywki

### Runda wstępna
| Data       | Drużyna 1        | Wynik | Drużyna 2            | Sety                           |
| ---------- | ---------------- | ----- | -------------------- | ------------------------------ |
| 02.11.1980 | DVC Dokkum       | 3:0   | KFUM Helsingor       | 15:2, 15:13, 15:1              |
| 08.11.1980 | DVC Dokkum       | 3:1   | KFUM Helsingor       | 15:13, 15:12, 9:15, 15:11      |
|            |                  |       |                      |                                |
|            | Radnički Belgrad | 3:0   | Leixoes Matosinhos   |                                |
| 08.11.1980 | Radnički Belgrad | 3:0   | Leixoes Matosinhos   | 9:15, 4:15, 9:15               |
|            |                  |       |                      |                                |
|            | Hapoel Anam      | 1:3   | Rudá Hvězda Praga    |                                |
|            | Hapoel Anam      | 0:3   | Rudá Hvězda Praga    |                                |
|            |                  |       |                      |                                |
| 02.11.1980 | Hermes Oostende  | 3:0   | Blau Gelb Wiedeń     | 15:7, 15:10, 15:13             |
| 09.11.1980 | Hermes Oostende  | 3:0   | Blau Gelb Wiedeń     | 15:7, 15:9, 15:9               |
|            |                  |       |                      |                                |
|            | Kelly Girl       | 1:3   | KFUM Oslo            | 13:15, 15:131 13:15, 7:15,     |
|            | Kelly Girl       | 0:3   | KFUM Oslo            | 8:15, 7:15, 15:17              |
|            |                  |       |                      |                                |
| 01.11.1980 | CPAR Cornelia    | 0:3   | Slávia UK Bratysława | 2:15, 4:15, 3:15,              |
| 02.11.1980 | CPAR Cornelia    | 0:3   | Slávia UK Bratysława | 3:15, 2:15, 0:15               |
|            |                  |       |                      |                                |
| 01.11.1980 | Uni Bazylea      | 3:0   | Karluhan Velkot      | 15:11, 15:9, 15:5              |
| 08.11.1980 | Uni Bazylea      | 3:2   | Karluhan Velkot      | 14:16, 15:81 8:15, 15:10, 15:8 |

### Runda 1/8
| Data       | Drużyna 1             | Wynik | Drużyna 2          | Sety                     |
| ---------- | --------------------- | ----- | ------------------ | ------------------------ |
| 14.12.1980 | Urałoczka Swierdłowsk | 3:0   | Eczacıbaşı Stambuł | 15:2, 15:9, 15:2         |
| 16.12.1980 | Urałoczka Swierdłowsk | 3:0   | Eczacıbaşı Stambuł | 15:5, 16:14, 15:4        |
|            |                       |       |                    |                          |
| 14.12.1980 | Radnički Belgrad      | 3:1   | DVC Dokkum         | 7:15, 15:7, 15:9, 17:15, |
| 21.12.1980 | Radnički Belgrad      | 0:3   | DVC Dokkum         | 8:15, 6:15, 12:15        |
|            |                       |       |                    |                          |
| 14.12.1980 | Lewski-Spartak Sofia  | 3:0   | USC Münster        | 15:12, 15:7, 15:11       |
| 21.12.1980 | Lewski-Spartak Sofia  | 1:3   | USC Münster        | 16:14, 13:15, 4:15, 5:15 |
|            |                       |       |                    |                          |
| 14,12.1980 | Rudá Hvězda Praga     | 3:0   | Hermes Oostende    | 15:3, 15:8, 15:11        |
| 21.12.1980 | Rudá Hvězda Praga     | 3:0   | Hermes Oostende    | 15:0, 15:6, 15:13        |
|            |                       |       |                    |                          |
| 13.12.1980 | SC Traktor Schwerin   | 3:1   | Nim-Se Budapeszt   |                          |
| 20.12.1980 | SC Traktor Schwerin   | 3:1   | Nim-Se Budapeszt   | 11:15, 15:10, 9:15, 4:15 |
|            |                       |       |                    |                          |
| 13.12.1980 | Dinamo Tirana         | 3:0   | Uni Bazylea        | 15:7, 15:5, 15:11        |
| 20.12.1980 | Dinamo Tirana         | 3:0   | Uni Bazylea        | 15:5, 15:6, 15:2         |
|            |                       |       |                    |                          |
| 14.12.1980 | Slávia UK Bratysława  | 3:0   | Alidea Catania     | 15:2, 15:9, 15:3         |
| 21.12.1980 | Slávia UK Bratysława  | 3:0   | Alidea Catania     | 15:8, 15:13, 15:5        |
|            |                       |       |                    |                          |
| 13.12.1980 | Płomień Milowice      | 3:0   | ASU Lyon           |                          |
| 20.12.1980 | Płomień Milowice      | 3:0   | ASU Lyon           | 15:6, 15:7, 15:5         |

### Ćwierćfinał
| Data       | Drużyna 1             | Wynik | Drużyna 2            | Sety                            |
| ---------- | --------------------- | ----- | -------------------- | ------------------------------- |
| 10.01.1981 | Urałoczka Swierdłowsk | 3:0   | DVC Dokkum           | 15:4, 15:8, 15:4                |
| 17.01.1981 | Urałoczka Swierdłowsk | 3:1   | DVC Dokkum           | 15:4, 5:15, 15:8, 15:5          |
|            |                       |       |                      |                                 |
| 10.01.1981 | Lewski-Spartak Sofia  | 3:0   | Rudá Hvězda Praga    | 15:3, 16:14, 15:8               |
| 17.01.1981 | Lewski-Spartak Sofia  | 3:2   | Rudá Hvězda Praga    | 1:15, 15:9, 11:15, 15:7, 15:5   |
|            |                       |       |                      |                                 |
| 10.01.1981 | Dinamo Tirana         | 2:3   | SC Traktor Schwerin  | 15:9, 11:15, 10:15, 15:6, 6:15, |
| 18.01.1981 | Dinamo Tirana         | 0:3   | SC Traktor Schwerin  | 5:15, 5:15, 3:15                |
|            |                       |       |                      |                                 |
| 10.01.1981 | Płomień Milowice      | 3:0   | Slávia UK Bratysława | 15:11, 15:11, 16:14             |
| 17.01.1981 | Płomień Milowice      | 0:3   | Slávia UK Bratysława | 7:15, 13:15, 11:15              |

### Turniej finałowy
Schaan
Tabela
| Lp. | Drużyna               | Pkt | Mecze | Mecze | Mecze | Sety | Sety | Sety  |
| Lp. | Drużyna               | Pkt | M     | W     | P     | wyg. | prz. | ratio |
| --- | --------------------- | --- | ----- | ----- | ----- | ---- | ---- | ----- |
| 1   | Urałoczka Swierdłowsk | 6   | 3     | 3     | 0     | 9    | 4    | 2.250 |
| 2   | Levski-Spartak Sofia  | 5   | 3     | 2     | 1     | 7    | 3    | 2.333 |
| 3   | SC Traktor Schwerin   | 4   | 3     | 1     | 2     | 4    | 8    | 0.500 |
| 4   | Slávia UK Bratysława  | 3   | 3     | 0     | 3     | 4    | 9    | 0.444 |

Wyniki
| Data       | Drużyna 1             | Wynik | Drużyna 2            | Sety                              |
| ---------- | --------------------- | ----- | -------------------- | --------------------------------- |
| 13.02.1981 | SC Traktor Schwerin   | 3:2   | Slávia UK Bratysława | 13:15, 15:10, 12:15, 15:11, 15:10 |
| 13.02.1981 | Urałoczka Swierdłowsk | 3:1   | Lewski-Spartak Sofia | 15:10, 12:15, 15:5, 15:4          |
|            |                       |       |                      |                                   |
| 14.02.1981 | Urałoczka Swierdłowsk | 3:2   | Slávia UK Bratysława | 15:13, 11:15, 15:1, 6:15, 15:6    |
| 14.02.1981 | Lewski-Spartak Sofia  | 3:0   | SC Traktor Schwerin  | 15:11, 15:13, 15:12               |
|            |                       |       |                      |                                   |
| 15.02.1981 | Urałoczka Swierdłowsk | 3:1   | SC Traktor Schwerin  | 6:15, 15:3, 15:6, 15:6            |
| 15.02.1981 | Lewski-Spartak Sofia  | 3:0   | Slávia UK Bratysława | 15:4, 15:10, 16:14                |

## Klasyfikacja końcowa
| Miejsce | Drużyna               |
| ------- | --------------------- |
| złoto   | Urałoczka Swierdłowsk |
| srebro  | Lewski-Spartak Sofia  |
| brąz    | SC Traktor Schwerin   |
| 4.      | Slávia Bratysława     |